# Placentă

Placentă

Placenta (lat. placenta) poate fi numită ca un organ musculos și spongios care se formează în perioada de (sarcină) gestație la majoritatea mamiferelor și care face legătura între mamă și embrion, servind la nutriția și respirația acestuia, acesta eliminându-se la naștere.
Legătura dintre placentă și făt este asigurată de cordonul ombilical.
Placenta este un organ fetal temporar care începe să se dezvolte din blastocist la scurt timp după implantare. Acesta joacă un rol esențial în facilitarea schimbului de nutrienți, gaze și reziduuri între circulația maternă și cea fetală, separate fizic și este un organ endocrin important care produce hormoni care reglează atât fiziologia maternă, cât și cea fetală în timpul sarcinii. Placenta este legată de bebeluș prin cordonul ombilical, iar pe partea opusă a uterului matern într-o manieră dependentă de specie. La om, un strat subțire de țesut decidual (endometrial) matern dispare odată cu placenta atunci când este expulzat din uter după naștere (uneori denumit incorect „partea maternă” a placentei). Placentele sunt o caracteristică definitorie a mamiferelor placentare, dar se găsesc și în marsupiale și unele non-mamifere cu diferite niveluri de dezvoltare.
Placentele mamiferelor au evoluat probabil acum 150-200 de milioane de ani. Proteina sincitină, care se găsește în bariera exterioară a placentei (sincitiotrofoblastul) dintre mamă și copil, are o anumită semnătură ARN în genomul său care a condus la ipoteza că provine de la un retrovirus străvechi: în esență, un virus „bun” care a ajutat la pregătirea tranziției de la depunerea ouălor la naștere.

## Placenta umană
La femeie, placenta are o greutate între 500 și 600 de grame, având un diametru de 15–20 cm. Ea se formează după procesul de nidație (fixare a ovulei fecundate), din mucoasa uterină și embrion. 

## Rolul placentei
Placenta este bogat vascularizată prin difuzie are rolul de respirație și nutriție a embrionului, dar mai are un rol de barieră, protejând embrionul față de unii germeni patogeni. 
Ea mai are un rol de glandă endocrină, prin secreția unor hormoni estrogeni, hormonul gonadotrop, progesteron prin care în perioada sarcinii este sistat ciclul menstrual, fiind stimulată creșterea sânilor și apariția secreției laptelui matern.

## Compoziția placentei

### Membrane fetale
- Membrana amniotică - include două tipuri de bază de celule stem: mezenchimale și epiteliale, care prezintă proprietăți similare cu cele ale celulelor stem pluripotente.
- Membrana corion - conține două straturi, care sunt formate din celule mezenchimale și celule trofoblaste.

### Cotiledoanele
Cotiledoanele conțin diferite tipuri de celule, cum ar fi celule stem hematopoietice și mezenchimale, progenitori endoteliali și multe alte celule.

## Tipuri de celule din placentă
Țesutul placentar conține o varietate de linii celulare. Următoarele celule (cu proprietăți speciale) sunt cele mai promițătoare pentru utilizarea clinică.  

### Celule stem hematopoietice
Aceste celule participă la procesul de hematopoieză, au capacitatea de a se diferenția în toate tipurile de celule sanguine. Acestea îndeplinesc funcții multiple, au capacitatea de a se reînnoi, ceea ce le face o alegere preferată pentru utilizarea în terapiile celulare și în medicina regenerativă. Transplantul de celule hematopoietice autologe este o procedură standard în tratamentul bolilor hematologice și oncologice, precum și al mai multor tulburări ale metabolismului sau ale imunității, care poate salva vieți. În țesutul placentar, numărul de celule hematopoietice este de câteva ori mai mare decât în sângele din cordonul ombilical. Probabilitatea de a avea nevoie de un transplant în timpul vieții este de 1:100 - 1:400.

### Celule stem mezenchimale
Acestea sunt celule multipotente care se pot diferenția în mai multe tipuri de celule, păstrându-și în același timp capacitatea de a se autoregenera, de exemplu, în linii de celule osteogene, condrogene și altele. În plus, au proprietăți imunomodulatoare, imunosupresoare și antimicrobiene, care rezultă din eliberarea de factori bioactivi, cum ar fi TGF β-1, prostaglandina E2, oxidul nitric, IL-6 și β-defensinele, ceea ce le face candidați atractivi pentru tratamentul bolilor autoimune și inflamatorii. Avantajul unor populații specifice de celule mezenchimale placentare (de exemplu, celulele mezenchimale ale membranei corionice) este dimensiunea lor mai mică, ceea ce prezintă avantajul administrării intravenoase, o durată de viață mai lungă, proprietăți proliferative și imunomodulatoare mai bune, precum și capacitatea de migrare în comparație cu celulele din unele alte țesuturi perinatale. De asemenea, acestea prezintă o imunogenitate scăzută.

### Celulele stem epiteliale amniotice
Acestea sunt localizate pe epiteliul membranei amniotice, unde sunt în contact direct cu lichidul amniotic. În plus față de proprietățile tipice ale celulelor stem, inclusiv capacitatea de auto-reînnoire și capacitatea de a se diferenția în celule din cele trei straturi germinative, se folosesc, pe scară largă, în tratamentul multor boli datorită caracteristicilor lor imunitare. In vitro, ele se diferențiază eficient în osteocite, adipocite, cardiomiocite și miocite (mezodermale), celule pancreatice și hepatice (endodermale), celule nervoase și astrocite (ectodermale). Acestea pot fi ușor îndepărtate din membrană prin proceduri non-invazive și pot fi utilizate în terapiile celulare cu costuri reduse, în special în domeniul oftalmologiei și dermatologiei.

### Celulele progenitoare endoteliale
Acestea îmbunătățesc funcția vasculară prin două mecanisme principale - sunt capabile să fie încorporate în endoteliul deteriorat și, ulterior, ajută la crearea unui vas de sânge funcțional și/sau secretă local factori proangiogeni care afectează celulele vasculare. Acestea sunt candidate pentru terapii celulare eficiente, datorită capacității lor de a stimula regenerarea vasculară, atât în condiții fiziologice, cât și patologice.

### Celulele CAR-T și celulele NK
Tratamentul cu limfocite T autologe modificate genetic cu un receptor antigenic chimeric, celule CAR-T, reprezintă o revoluție în tratamentul tumorilor hematologice maligne și are potențial în tratamentul multor alte boli. Celulele CAR-T pot recunoaște antigene tumorale specifice și pot distruge celulele tumorale. Tratamentul cu celule CAR-NK este considerat o alternativă potențială la celulele CAR-T și a făcut obiectul a numeroase studii clinice.

### Beneficiile celulelor din țesutul placentar
Diferitele tipuri de celule din țesutul placentar sunt multipotente, prezintă morbiditate redusă din partea primitorului și au capacitate mare de proliferare, migrare și auto-reînnoire. Aceste celule au suferit un număr redus de diviziuni (telomeri mai lungi, activitate telomerazică mai mare), au proprietăți imunomodulatoare puternice, cu imunogenitate scăzută, randament celular ridicat și potențial larg de utilizare în medicină și inginerie tisulară.
Cel mai important beneficiu constă în caracterul neinvaziv al recoltării celulelor din țesutul placentar.

### Aplicații terapeutice potențiale
Datorită diversității populațiilor celulare, a compoziției biochimice a placentei și a cantității mari de material disponibil, placenta are un potențial enorm în tratamentul multor patologii precum: chirurgie reconstructivă, fisuri, vindecarea rănilor, arsuri, ulcere, diabet, cancer, boli urologice, reconstrucția leziunilor suprafeței oculare, deteriorarea cartilajelor, boli neurologice: boala Parkinson, scleroză multiplă, accident vascular cerebral, leziuni ale măduvei spinării, fibroză pulmonară, boala Crohn.